# Relations entre la Croatie et la Finlande
Les relations entre la Croatie et la Finlande sont les relations bilatérales de la Croatie et de la Finlande, deux États membres de l'Union européenne.

## Histoire
La Finlande a reconnu l'indépendance de la Croatie le 17 janvier 1992 et les relations furent établies le 19 février suivant.

### Adhésions à l'Union européenne (1995-2013)
La Finlande a adhéré à l'Union européenne en 1995. La Croatie présente sa demande d'adhésion le 21 février 2003. Durant le processus de négociation, la Finlande a apporté son soutien à la Croatie qui finit par adhérer le 1er juillet 2013.

### Depuis l'adhésion

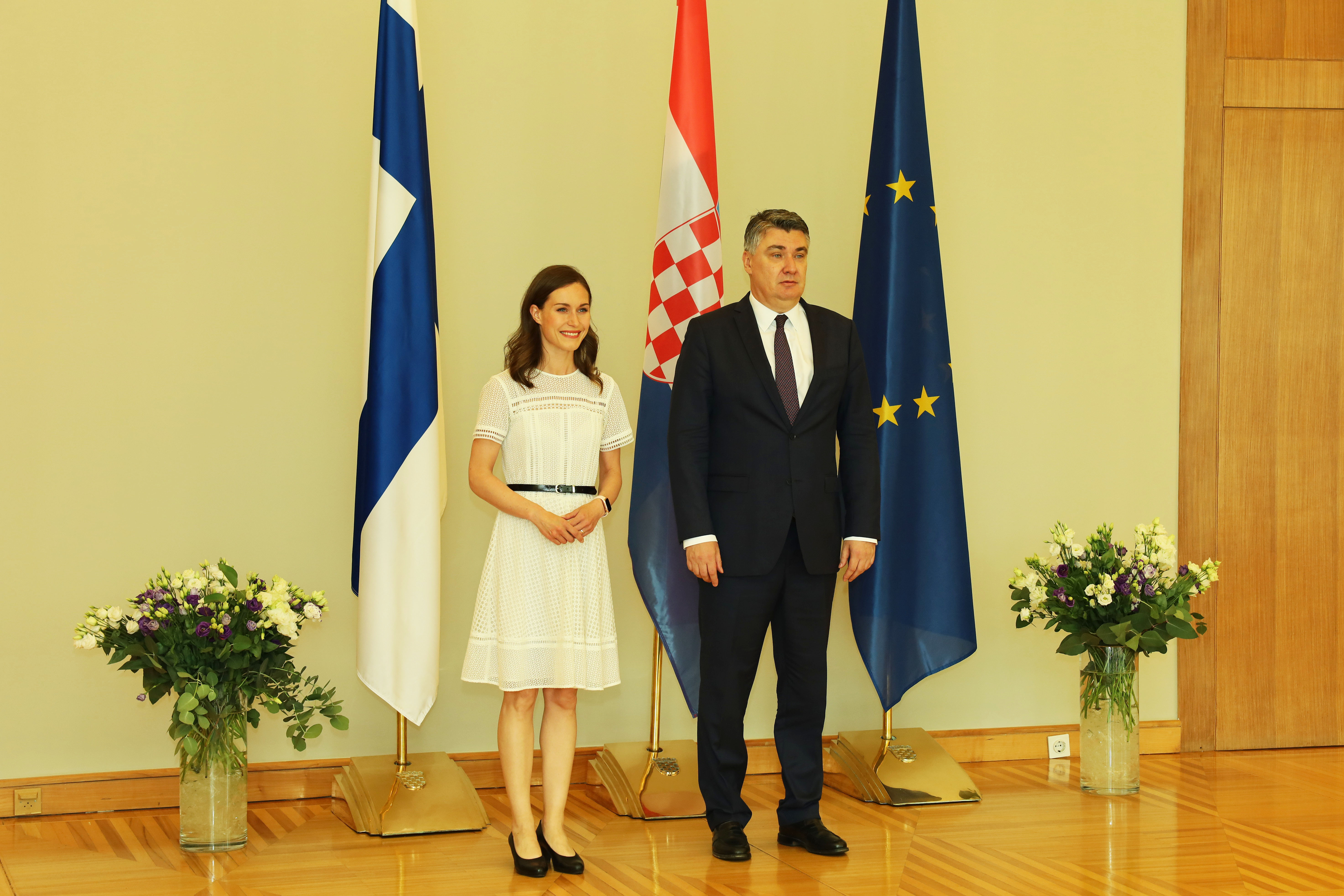
Rencontre en 2022 entre la Première ministre finlandaise Sanna Marin et le Président croate Zoran Milanović.

## Sources

## Compléments